# ビーチ・ボーイズ '69 (ライヴ・イン・ロンドン)
『ビーチ・ボーイズ '69 (ライヴ・イン・ロンドン)』（Beach Boys '69, イギリスでは Live in London）は、ザ・ビーチ・ボーイズのライブアルバム。EMIから1970年にイギリスで発売され、翌年には日本で、1972年にはフランス、ドイツ、オランダでも発売されたが、本国アメリカでは1976年まで発売されなかった。

## 曲目
1. ダーリン - Darlin'  (Brian Wilson / Mike Love) - 2:41
2. 素敵じゃないか - Wouldn't It Be Nice (Brian Wilson / Tony Asher /Mike Love) - 1:53
3. スループ・ジョン・B（ジョンB号の難破） - Sloop John B (Trad. Arr. Brian Wilson) - 2:30
4. カリフォルニア・ガールズ - California Girls (Brian Wilson / Mike Love) - 2:19
5. 恋のリバイバル - Do It Again (Brian Wilson / Mike Love) - 2:47
6. 世界よ目をさませ - Wake The World (Brian Wilson / Al Jardine) - 2:26
7. うれしくないかい - Aren't You Glad (Brian Wilson / Mike Love) - 3:09
8. 青空のブルーバード - Bluebirds Over The Mountain (Ersel Hickey) - 2:53
9. 心には春がいっぱい - Their Hearts Were Full Of Spring (Bobby Troup) - 2:49
10. グッド・ヴァイブレーション - Good Vibrations (Brian Wilson / Mike Love) - 4:36
11. 神のみぞ知る - God Only Knows (Brian Wilson / Tony Asher) - 3:27
12. バーバラ・アン - Barbara Ann (Fred Fassert) - 2:32

ボーナス・トラック
1. 英雄と悪漢 - Heroes and Villains (Brian Wilson / Van Dyke Parks)